# Iris van Herpen
Iris van Herpen (ur. 5 czerwca 1984 w Wamel) – holenderska projektantka mody.
Markę swoją założyła w 2007, po ukończeniu ArtEZ Institute of the Arts w Arnhem w 2006 i pracy dla Alexandra McQueena w Londynie oraz holenderskiej artystki Claudy Jongstry.
Znana jest z wdrażania do procesu projektowania mody nowych technologii (np. cięcie laserowe, czy druk 3D). Pierwsze sukienki z nadrukiem 3D wykonała w 2009. Metody te wiąże z tradycyjnymi technikami, np. haftowaniem lub drapowaniem. Jej kreacje nosiły m.in. Lady Gaga, Tilda Swinton i Cate Blanchett.